# Барич, Ника
 Ника Барич  (словен. Nika Barič; род. 2 сентября 1992, Трбовле, Засавска, Словения) — словенская профессиональная баскетболистка, выступающая в амплуа разыгрывающего защитника. Является первой представительницей Словении, задрафтованной клубом ВНБА. Лучшая молодая баскетболистка Европы 2010 года по версии ФИБА Европа.

## Биография
Ника Барич с 12 лет стала постоянно привлекаться в состав национальной сборной различных возрастов. Лучшим успехом баскетболистки является юниорский чемпионат Европы – 2010 в Словакии. Сборная Словении впервые в своей истории заняла 4-е место, а Ника была признана самым полезным игроком турнира. На том первенстве, по набранным очкам, у неё был второй показатель – 23,3 в среднем за матч, по передачам первый – 5,9. Как следствие удачного сезона ФИБА Европа признала Нику лучшей молодой баскетболисткой Европы 2010 года. 
Дебют за «взрослую» национальную команду состоялся за 5 дней до своего шестнадцатилетия, 27 августа 2008 года в матче со сборной Нидерландов. 
Свою клубную профессиональную карьеру в баскетболе Барич начала в 15 лет, когда подписала контракт с одним из лучших словенских клубов «Меркур». За 4 сезона, проведенные в Целе, Барич выиграла 2 титула чемпиона Словении, двукратная обладательница национального кубка. Личными достижениями являются попадания в «символическую пятёрку» первенства Словении (2008, 2010, 2011) и признание лучшего защитника в розыгрыше женской Адриатической лиги (2011). 
В 2011 году Ника подписывает четырёхлетний контракт с одним из «грандов» российского баскетбола «Спарта энд К». В России Барич два года подряд завоёвывает «серебряную» медаль российского первенства, постоянно является участником «Финала восьми» Евролиги ФИБА.
11 апреля 2012 года Ника вписала своё имя в историю женского словенского баскетбола, как первая баскетболистка задрафтованная клубом ВНБА. «Миннесота Линкс» выбрал 19-летнюю словенку под общим 20 номером.

## Статистика выступлений

### За сборную
| Сборная        | Сезон  | Место    | Чемпионат | Чемпионат | Чемпионат | Чемпионат |
| Сборная        | Сезон  | Место    | Игр       | Очк       | Подб      | Перед     |
| -------------- | ------ | -------- | --------- | --------- | --------- | --------- |
| ЧЕ (до 16 лет) | 2005   | Див. «В» | 8         | 13,0*     | 1,6       | 1,6       |
| ЧЕ (до 16 лет) | 2006   | Див. «В» | 8         | 20,9*     | 2,1       | 3,4       |
| ЧЕ (до 16 лет) | 2007   | Див. «В» | 8         | 20,6*     | 3,6       | 2,6       |
| ЧЕ (до 18 лет) | 2007   | Див. «В» | 8         | 11,9      | 4,9       | 3,5*      |
| ЧЕ (до 18 лет) | 2008   | Див. «В» | 8         | 17,9*     | 4,1       | 6,6*      |
| ЧЕ (до 18 лет) | 2009** | Див. «В» | 8         | 19,3*     | 4,4       | 5,9*      |
| ЧЕ (до 18 лет) | 2010   | 4        | 8         | 23,3      | 4,0       | 5,9*      |
| ЧМ (до 19 лет) | 2011   | 14       | 3         | 13,7      | 5,0       | 3,3*      |
| Ч Е            | 2009   | Див. «В» | 10        | 10,3      | 2,8       | 3,5*      |
| Ч Е            | 2011   | Див. «В» | 7         | 9,0       | 2,1       | 4,3*      |

* — лучший показатель в команде
** — признана MVP турнира

### За клубы
|  | Адриатическая лига |
|  | Евролига           |

| Клуб                    | Сезон   | Чемпионат | Чемпионат | Чемпионат | Чемпионат | Кубок России | Кубок России | Кубок России | Кубок России | Еврокубки | Еврокубки | Еврокубки | Еврокубки |
| Клуб                    | Сезон   | Игр       | Очк       | Подб      | Перед     | Игр          | Очк          | Подб         | Перед        | Игр       | Очк       | Подб      | Перед     |
| ----------------------- | ------- | --------- | --------- | --------- | --------- | ------------ | ------------ | ------------ | ------------ | --------- | --------- | --------- | --------- |
| «Меркур» (Целе)         | 2007-08 | 26        | 11,8      | 2,7       | 2,9       | -            | -            | -            | -            | 16        | 10,4      | 2,5       | 2,0       |
| «Меркур» (Целе)         | 2008-09 | 28        | 15,3      | 2,6       | 3,0       | -            | -            | -            | -            | 16        | 14,6      | 2,6       | 2,9       |
| «Меркур» (Целе)         | 2009-10 | 34        | 14,2      | 3,1       | 4,6       | -            | -            | -            | -            | 20        | 17,4      | 2,2       | 3,3       |
| «Меркур» (Целе)         | 2010-11 | 32        | 16,2      | 3,2       | 5,1       | -            | -            | -            | -            | 22        | 19,0      | 3,4       | 5,5       |
| «Спарта энд К» (Видное) | 2011-12 | 23        | 4,7       | 1,0       | 2,2       | 4            | 5,2          | 1,5          | 3,0          | 20        | 3,1       | 1,0       | 1,1       |
| «Спарта энд К» (Видное) | 2012-13 | 20        | 5,2       | 1,4       | 2,4       | 1            | 2            | 0            | 0            | 15        | 4,8       | 1,0       | 1,9       |

## Достижения
- Чемпион Словении: 2008, 2009
- Чемпион России: 2015/16, 2017
- Серебряный призёр чемпионата Словении: 2010, 2011
- Обладатель кубка Словении: 2008, 2010
- Серебряный призёр чемпионата России: 2012, 2013
- Победитель Евролиги: 2016
- Бронзовый призёр Евролиги: 2017